# Hyposada ineffectaria
Hyposada ineffectaria là một loài bướm đêm trong họ Erebidae.